# 河正雄
河 正雄（かわ まさお 1939年 - ）は、在日韓国人の画家の作品を初めて韓国側に広く認識させた在日2世の美術コレクター。本名、하정웅 / ハ・ジョンウン / Ha Jung Woong。埼玉県川口市で事業に成功。在日韓国・朝鮮人画家らの美術作品を収集し、韓国・
光州市立美術館等に寄贈。同美術館名誉館長。

## 略歴
- 1939年 : 布施市森河内(現東大阪市)生まれ
- 1947年 : 布施朝聯初等学校第一期生として入学
- 1948年 : 秋田県仙北市立生保内小学校へ転校
- 1956年 : 生保内中学校卒業 第九期生代表答辞
- 1959年 : 秋田県立秋田工業高等学校機械科卒業
- 1961年 : 在日本朝鮮人総聯合会事務所に勤務、在日朝鮮人文学芸術家同盟(文芸同)美術部に入部[2]
- 1964年1月10日 : 川口市にて河本電機商事設立
- 1981年 : 民団埼玉・川口支部副団長、「埼玉セマウル美術会」(1980〜1986)を主宰、絵画指導を行う。[3]
- 1993年 : 光州市立美術館に212点の美術作品を寄贈[1]
- 1996年〜2001年 : 在日韓国人文化芸術協会 第三代会長就任[4]
- 2001年 : 光州市立美術館名誉館長就任[1]
- 2003年 : 韓国朝鮮大学校美術学名誉博士[2]
- 2012年 : 両親の郷里韓国・霊岩(ヨムアム)霊岩郡立河正雄美術館に美術品寄贈[5][6]

## 来歴
正雄は五人兄妹の長男。秋田県生保内小学校時代は、豚の餌となる残飯集めや新聞配達をしつつ、妹弟の子守りもしながら小学校に通学。2年生から農村の行事や祭りの絵を描く。
秋田市まで、片道3時間がかりで3年間通った秋田県立秋田工業高等学校では絵画部を組織。秋田市内高校絵画連盟会長となり、県展において「山間の田園風景」で高校生初受賞。教師に恵まれ「いじめられや差別はなかった」と言い切る。後に母校の生保内中学校に「憧憬の像」、生保内小学校に「陽だまりの像」(ともに朴炳煕作品)、秋田工業高校に「明日の太陽像」(加藤昭男作 2004年)を寄贈した。
画家を志したが、ヤミ米を東京まで売りに行って授業料を捻出した母親に「メシが食えない」と強く反対され、断念。後に、母に感謝している。
高校卒業後、埼玉県川口市に住む。配線機器メーカー「明工社」に務めながら、日本デザインスクールに通う。月給6000円のうち3000円をデザイン学校の学費に。栄養失調で倒れ、一時盲目になり解雇される。
1961年、伊勢湾台風洪水被害後、朝鮮総連の見舞いをうけた。総連の北朝鮮帰還運動をきいて申し込みにいった川口の総聯事務所で、地域の同胞の為に働くことを薦められ、信用組合・銅鉄商協同組合・納税組合・衛生組合を設立する活動を行う。
ソ連・北朝鮮の銑鉄を輸入し、川口鋳物工業協同組合に販売。当時の在日一世たちは「多くは小学校も十分に行けない人が大半」で、また日本語も十分でなかった彼らを「手伝う事に働き甲斐を感じた」という。
在日朝鮮文学芸術家同盟(文芸同)美術部に入会 。24歳で尹 昌子(ユン・チァンジャ)と結婚。結婚後半年で電気店主にだまされたことがきっかけで、その電気店を経営することとなった。折から、東京五輪需要で急増したカラーテレビブーム。組合組織で助けた同胞たちが顧客となり、注文殺到で店の経営が軌道に乗る。その後、土地・建物を買うなど投資し、事業家として成功する。在日画家 全和凰作の「弥勒菩薩」を24万円で購入したのが、絵画コレクションの契機になる。
当時、ほとんど買う人の無かった在日画家の作品を主として買い集めた。1982年、在日画家をはじめて韓国に紹介する「全和凰画業50年展」を東京・京都・ソウル・大邱・光州で開き、韓国・日本美術界が在日美術家の存在に関心を持つ契機となった。同時に「全和凰画集」を出版。末尾に自己の半生記「望郷」を発表。この頃には、すでに在日韓国・朝鮮人画家の作品を400点以上収集し、最大のコレクションとなっていた。
1982年「全和凰画業50年展」の際、訪問先の光州のホテルで知り合ったマッサージ師に助けを求められ「マッサージ料金の一部を基金に供出すれば、自分も同額出す」と提案。韓国光州盲人福祉協会設立(同国初)。その後、韓国画家の作品を募りチャリティ活動するなどして、1989年の同協会会館設立に尽力した。
1990年9月23日、朝鮮人無縁仏追悼慰霊祭にあたり、秋田県仙北市田沢寺に慰霊碑建立
1991年、秋田県田沢湖の発電所隧道工事により死んだクニマスと湖の神の辰子姫を慰めるため、と伝えられていた「姫観音像」(1939年・昭和14年設置)が、実は徴用で死んだ朝鮮人労働者の追悼の碑であることを地元の田沢寺の資料からつきとめ、朝鮮人慰霊祭を行う。
田沢湖畔に自分のコレクションを収め、戦前の朝鮮人徴用犠牲者を慰霊する「田沢湖 祈りの美術館」の建設を計画したが、当時の町の理解を得られず断念。
1993年、韓国初の地方美術館として完成した光州市立美術館を訪問。所蔵作品が150点に満たず閑散としていた。同美術館から作品寄贈を依頼され、コレクションの寄贈を決める。
- 光州市立美術館に第一次；1993年 在日同胞作家の作品212点を「河正雄コレクション」として寄贈(内訳 : 全和凰92・郭徳俊41・郭仁植39・宋英玉17・李禹煥12・文承根11)。 1995年　第一回光州ビエンナーレ（9月20日〜11月20日）で秋田の民族歌舞団わらび座の公演を企画。名誉団長をつとめる[13]　1999年 に第二次；471点寄贈。　光州で「祈りの美術展」開催。2003年に第三次； 1182点寄贈[2]
- 第四次 : 2010年 孫雅由(ソン・アユ)の作品など韓日の美術家43人の作品357点を寄贈[16]

当初、韓国では在日画家の美術作品は全く知られておらず、従って評価もされず、「ゴミ」とも言われたが「ゴミか宝かは光州市民の見識次第」と切り返している。今では、光州市立美術館所蔵の美術品の65%余りが河正雄コレクションで、寄贈当時100億ウォン、今では時価100億円といわれている。
光州の他にも、釜山市立美術館に作品416点、霊岩に3500点余、全羅北道立美術館に孫雅由の作品246点、大田市立美術館に214点を寄贈。
2004年9月22日〜10月5日、光州市のメトロギャラリーで「旅の途中」河正雄招待展開催（光州市主催）した他に地元川口市でも埼玉セマウル美術会主催。地域で絵画指導を続け(1981〜1986)、自身も、今でも絵を描き、秋田県展や川口市展で入賞している。

### 両親
1926年、貧しい農家の3男だった父親・河憲植(ハ・ホンシク。全羅南道霊岩郡生まれ (本貫・晋陽河氏)〜1975)が、秋田県で行われていた田沢湖のダム・水力発電所の建設工事で働くため、16歳で来日。同郷出身の母・金潤金(キム・ユングム〜2011)は「日本に行けば幸せになれる」といわれ、1938年に18歳で来日し結婚。1年後に正雄が生まれた。

### エピソード

#### 映画
1961年秋、川口の朝鮮総聯事務所に「キューポラのある街」映画化にあたり、浦山桐郎監督の準備のための訪問を応対。「川口の朝鮮人達の協力を」という依頼に応じてエキストラ100人余を集め、北朝鮮への帰国家族を川口駅で送るシーンの撮影等に協力。16歳だった吉永小百合を鮮明に覚えているという。

#### ゴミ集め
全和凰の作品との出会いは、新宿のデパートに好きだった向井潤吉の絵を買いに行ったが、隣にあった全の弥勒菩薩の絵を買い、京都の全のアトリエを訪ねた。全が十年かけて自力で作ったアトリエでは、大雨で作品が水浸しになっていた。それをみて「この絵を守る」と決意したが、周囲からは「こんな銭にならないゴミを集めてどうするんだ」と言われた。当時、その中にはさほど知られていなかった、李禹煥を援助したお礼の絵13点もあった。今では、世界に知られる李の絵は、国際オークションで100号で2億6000万円の落札価格がついている。

## 著書
- 1993年 望郷 ─ 二つの祖国 成甲書房刊 ISBN 9784880860695
- 1995年 恨’95 民衆社刊 ISBN 9784838307463
- 2002年 韓国と日本 二つの祖国を生きる 明石書房刊 ISBN 9784750315492
- 2002年 私の祖国 韓国・マジュ翰社刊
- 2006年　「祈りの美術」　 イズミヤ出版 ISBN 9784990296025
- 2008年 「尋劔堂」イズミヤ出版 ISBN 9784904374016
- 2014年 予響曲 イズミヤ出版刊  ISBN 9784904374238
- 2014年「日々一歩・ナルマダハングルム」(韓国・メデチメデア)
- 2014年「日々一歩・ナルマダハングルム」２ヶ国語版(韓国・メデチメデア)ISBN 9791157060733
- 201７年「ちちははの思うことのみ」２ヶ国語版　(KOREA　TODAY)

## 受賞
- 1988年 第9回韓国盲人福祉の日 国務総理賞
- 1990年 第11回韓国盲人福祉の日 第一号盲人福祉功労賞 第1号
- 1993年 光州広域市名誉市民証
- 1994年 韓国国民勲章冬柏章[7]
- 1997年 ソウル特別市名誉市民章
- 2009年 全羅北道名誉道民証
- 2009年 釜山広域市名誉市民証
- 2012年 韓国宝冠文化勲章[8]
- 2019年 山梨県北杜市市民栄誉賞[20]

## 役職等
韓国秀林文化財団理事長、文化財捜し韓民族ネットワーク共同代表。株式会社かわもと代表取締役。在日韓国人文化芸術協会第三代会長、韓国民団21世紀委員会委員歴任、韓国朝鮮大学校美術学名誉博士